# Pane nero

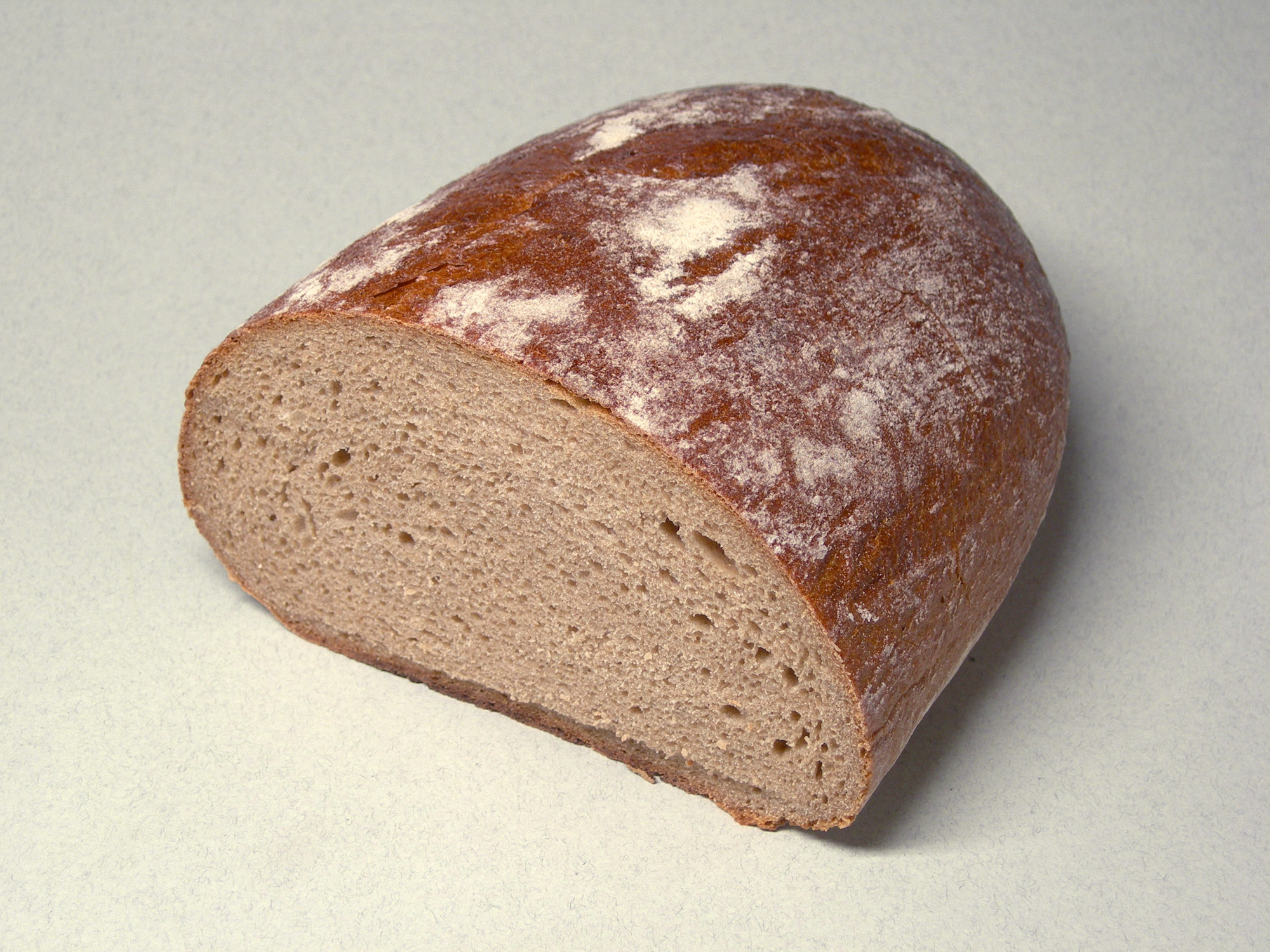
Esempio di pane nero

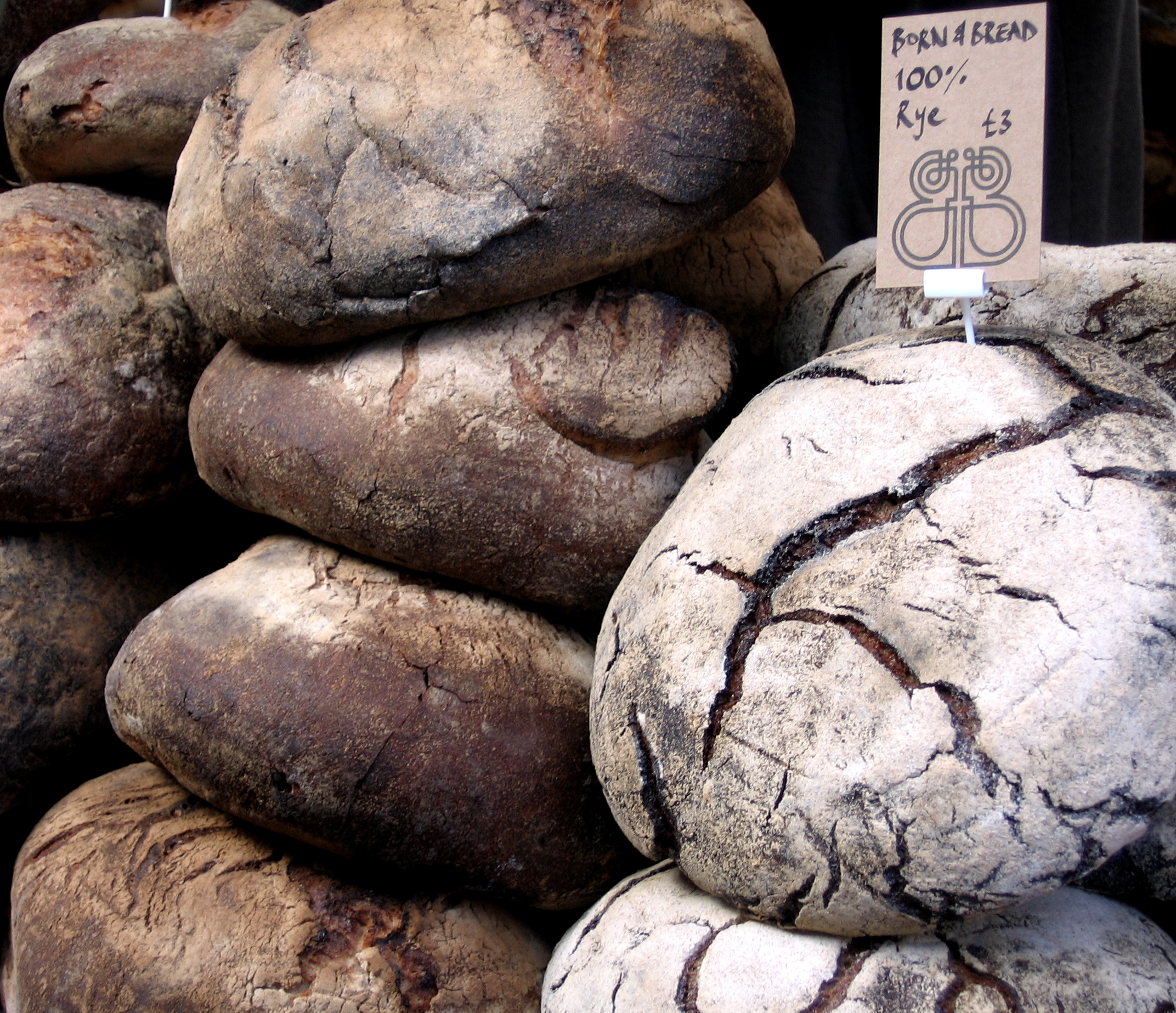
Pani di segale

Il pane nero, o pane di segale, è un tipo di pane di colore scuro, mangiato comunemente nelle regioni di lingua tedesca, nei Paesi nordici e nei Paesi Bassi, dove viene utilizzato in modo piuttosto simile al pane bianco. Viene impastato usando la farina di segale, invece della bianca, dato che la segale è maggiormente resistente ai climi freddi tipici dei paesi montani, ma anche all'aridità.

## Il pane nero in Alto Adige
Nella cucina altoatesina esistono storicamente tre variazioni di pane nero:
- il Vinschger Paarl: questo pane viene impastato usando farina di segale e grano; il panino viene ottenuto unendo due pani rotondi e piatti, da qui il nome «paarl», ovvero coppia. Di questo pane si è riscoperta la ricetta originale Ur-Paarl che era custodita dai monaci benedettini dell'abbazia di Monte Maria, sopra Burgusio nel comune di Malles.
- il Schüttelbrot (letteralmente: pane scosso), la schiacciata tradizionale della val d'Isarco. Il nome del pane è dovuto al fatto che l'impasto a tre quarti della lievitazione viene battuto e appiattito utilizzando un'assicella di legno rotonda.
- il Pusterer Breatl della val Pusteria, si ottiene impastando farina di segale e di grano.

Questi tipi di pane sono nati come pane per poveri che veniva cotto soltanto due/tre volte l'anno e conservato al buio.

## Il pane nero in Valle d'Aosta
Nella cucina valdostana il pane nero ha un'importanza cruciale e viene ancora oggi prodotto e cotto nei forni a legna.
- A Chamois Il pane cotto a legna viene realizzato con farina di segale, di frumento integrale e di avena.

Prima di essere infornate, le tipiche pagnotte di pane nero vengono incise in superficie con due o tre tagli netti.  
Solitamente si tratta di pani da circa un chilogrammo di impasto ciascuno che, una volta cotti, vengono poi conservati in apposite rastrelliere di legno appese al soffitto. Il pane raffermo viene poi tagliato con un apposito strumento chiamato Copapan.
Al classico pane nero è possibile trovare delle varianti, ottenute inserendo nell'impasto noci, uvetta o semi di finocchio e aromi. Tra i pani dolci che rivivono va ricordata la Micòoula, pane di segale arricchito di castagne, noci, fichi secchi, uva passa e, talvolta, anche scaglie di cioccolato. Nel dialetto tradizionale micòoula significa infatti “pane un po’ più piccolo e un po’ speciale”.  

## Il pane nero in Valtellina
In Valtellina il pane di segale è prodotto in tre varianti:
- la ciambella del diametro di circa 15 cm e di 1,5 cm di altezza
- la Brazzadéla ossia la ciambella fatta essiccare al sole infilzandola su pioli di legno.
- la ciambella con aggiunta di anice.

In Valtellina è possibile trovare ogni giorno il pane di segale fresco oppure la Brazzadéla confezionata. Il pane di segale con l'anice è reperibile soprattutto in alta Valtellina e nella vicina Valle di Poschiavo.

## Il pane di segale in Piemonte
In Piemonte il pane nero, prodotto principalmente nelle valli del Biellese e dell'Ossolano, è annoverato tra i PAT regionali.

## Cucina finlandese
Nella cucina finlandese, il pane di segale ha un'importanza tradizionalmente cruciale ed è molto apprezzato anche oggi dagli amanti della cucina tradizionale, in particolare nella sua variante ruisreikäleipä (ciambella piatta di segale). Inoltre è usato nella preparazione del tradizionale kalakukko, un pasticcio di carne e pesce originario dalla regione storica della Savonia diffusosi a tal punto da poter essere considerato il piatto nazionale della Finlandia.
È realizzato con un impasto esterno di pane, generalmente un pane di segale con eventuali aggiunte di altre farine, a cui viene data una forma allungata, simile a quella di un polpettone. Prima di essere passato in forno per una lunga cottura, il preparato viene farcito con pesce, pezzetti di carne di maiale salata e pancetta. La preparazione richiede una lunga e laboriosa cottura.
Per la sua combinazione di carboidrati, proteine e grassi, è da considerarsi come piatto unico.
Dal 2002 il kalakukko gode del regime comunitario dei prodotti alimentari tipici con il riconoscimento del marchio di origine di specialità tradizionale garantita (STG).